# Cimetière de Sants
Le cimetière de Sants (en catalan: Cementeri de Sants) est un cimetière historique situé dans la ville de L'Hospitalet de Llobregat, aménagé par l'architecte Jaume Gustà i Bondia. 

## Localisation et présentation
Situé tout près de la ville de Barcelone, il est situé dans le quartier de Collblanc de L'Hospitalet. Il est accessible en transports en commun par les lignes 5, 9 et 10 du métro de Barcelone à la station Collblanc.
Il est l'un des grands cimetières de Catalogne et fait partie du patrimoine historique et mémoriel de la ville de L'Hospitalet de Llobregat .

## Sépultures de personnalités
- Francesc Comas i Pagès (1896-1923), syndicaliste et homme politique[3];
- Fèlix Vivet i Trabal (1911-1936), religieux;
- Guillem Grases (1899-1941), acteur;
- Marià Pidelaserra i Brias (1877-1946), peintre impressionniste;
- Félix de Pomés (1893-1969), joueur de football et acteur;
- Assumpta Gonzàlez i Cubertorer (1917-2003), dramaturge;
- Pere Balañà i Espinós, impresario, et son fils Pere Balañà i Forts (1924-2018)[4];
- Joan Bosch i Palau (1925 -2015), réalisateur.